# Baccalà alla vicentina

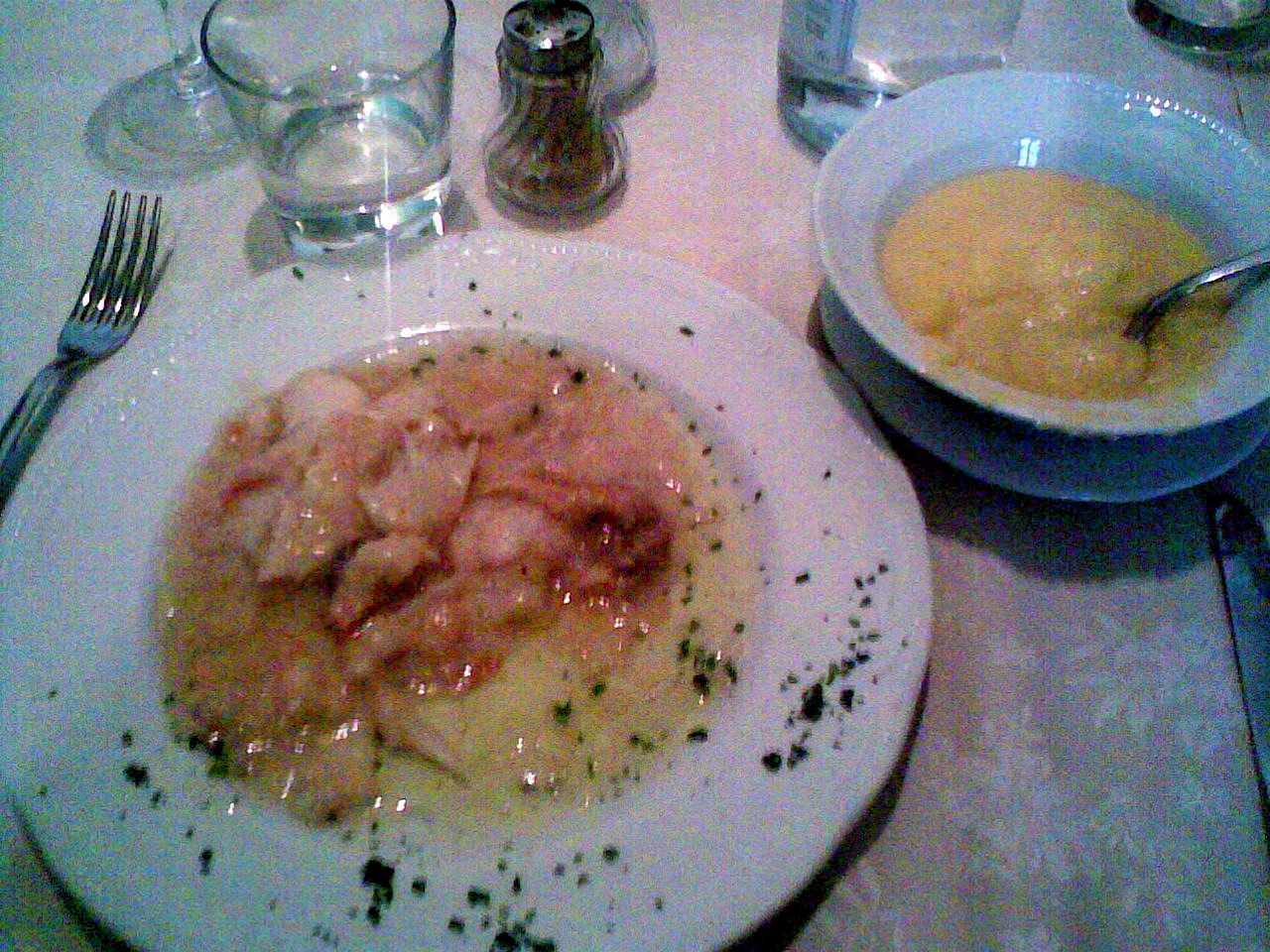
Bacalhau à vicentina (Baccalà alla viventina) acompanhado de polenta

Baccalà alla vicentina (no dialeto local: Bacałà a ła Vixentina, em português: bacalhau à vicentina), é um prato típico de Vicenza feito com bacalhau seco e salgado.

## História
O uso da secagem para preservação do bacalhau (gadus morhua) é muito antigo. Há documentos que atestam essa prática no Mar do Norte já ao tempo de Carlos Magno (século IX).
Diz-se que o bacalhau foi introduzido em Trivêneto pelos venezianos, tidos como grandes navegadores e que trouxeram todas as novidades gastronômicas para sua terra natal.
A versão mais difundida dos fatos afirma que, em 1432, uma expedição sob as ordens do capitão veneziano Pietro Querini foi vítima de um naufrágio na Noruega, na ilha de Røst. Ao voltar para casa, Querini teria trazido o bacalhau, que em Trivêneto ainda é chamado de baccalà ou, no vêneto, bacalà. Em Vicenza, a população local costuma aplicar o termo com uma única letra c, isto é, Bacalà. Os venezianos viam no bacalhau uma alternativa atraente aos outros peixes frescos, que eram mais caros e facilmente perecíveis. Nasceu, assim, a tradição de consumir esse prato na região e de acordo com diferentes receitas, dentre as quais o famoso bacalhau ao estilo Vicenza (Baccalà alla vicentina).

## Modo de preparo
A receita é passada de geração em geração e quase todas as famílias aplicam-na com uma ou outra pequena variação. O bacalhau seco deve ser de excelente qualidade. Na região, consideram o melhor o chamado "Spider", que vem das Ilhas Lofoten, na Noruega.
O peixe deve ser triturado, depois embebido em água corrente, por três dias, até amolecer. Depois deve ser limpo, enfarinhado e cozido em fogo muito baixo com bastante cebola. O bacalhau deve ser coberto com leite e óleo em quantidades iguais numa panela de barro. O prato deve ser servido sobre uma base de polenta amarela.